# Anna Benson (sportskytt)
Anna Benson (ogift Normann), född 20 augusti 1984, är en svensk paraidrottare som tävlar i sportskytte för Halmstad/Snöstorp Skytteförening. Hon tävlar i klass SH1.
Benson är löjtnant vid luftvärnsregementet i Halmstad

## Karriär
Tre månader efter det att Anna Normann skjutit hem ett VM-guld i lag i augusti 2014 var hon med om en olycka. Hon klättrade på en stege i en radarstation när hon halkade och foten fastnade mellan två steg. Hon bröt fotleden och trots flera operationer blev foten aldrig bra. Sedan dess har hon droppfot som innebär svår smärta, stora svårigheter att gå på höger fot samt obefintlig balans.
Hon debuterade som paraskytt 2018 i en världscuptävling i Förenade Arabemiraten där hon blev trea. Benson har tagit två VM-guld, ett 2019 och ett 2023. Vid paralympics 2020 i Tokyo tog Benson silver i 50 meter gevärsskytte. Efter att ha blivit mamma 2023 satte hon 2024 världsrekord med 1 183 av 1 200 poäng. Vid paralympiska sommarspelen 2024 i Paris tog hon silver i 50 meter gevär, liggande.